# Groupement de soutien de la base de Défense de Calvi

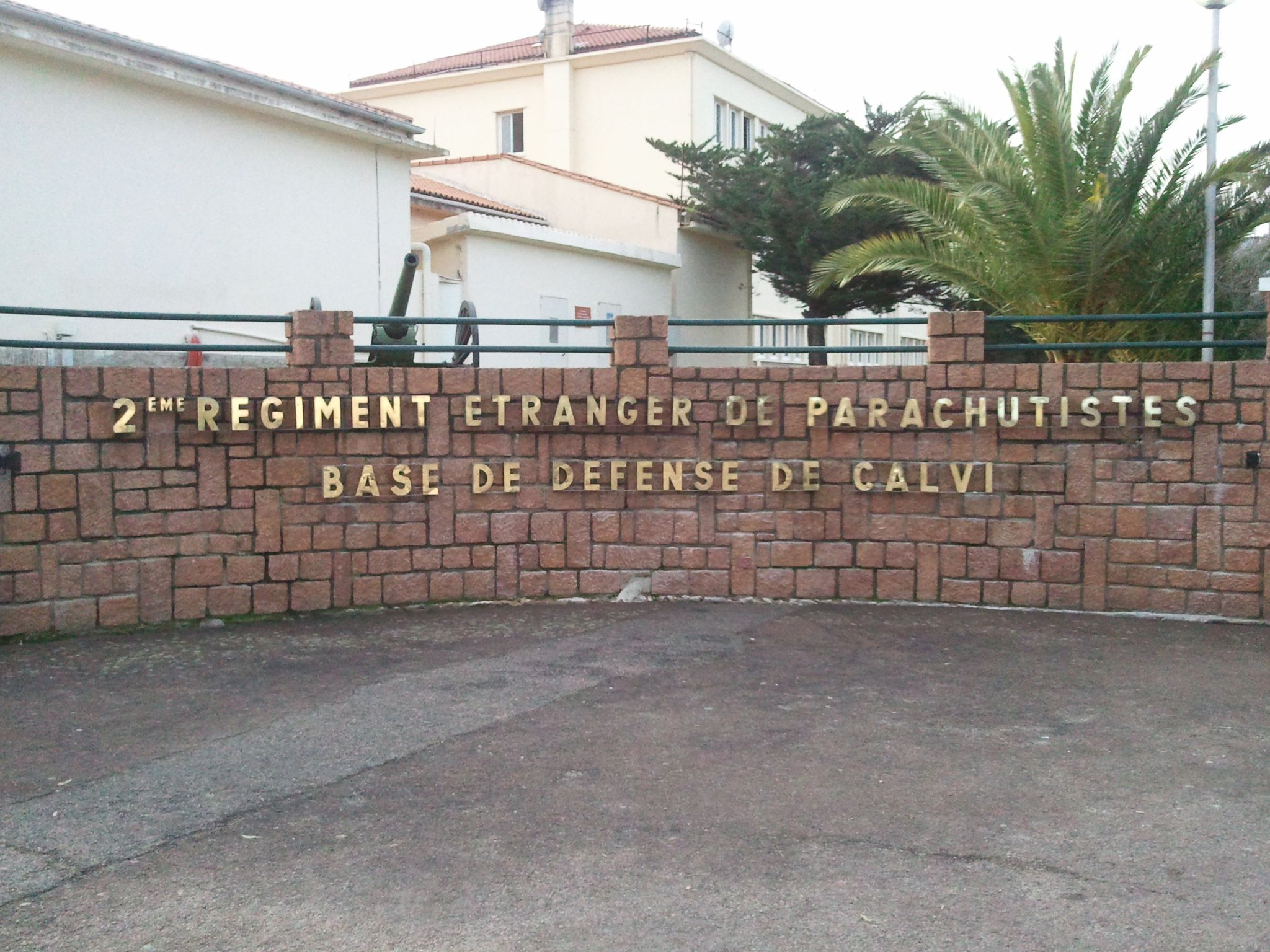
Le camp Raffalli

Le groupement de soutien de base de Défense (GSBdD) de Calvi est un organisme interarmées de l'Armée française, relevant du chef d'État-Major des armées et une formation administrative créée au 1er janvier 2011 pour soutenir, dans le domaine de l'administration générale et du soutien courant, la base de Défense de Calvi comprenant quatorze unités militaires de l'Armée française stationnées en Haute-Corse.

## Les organismes soutenus par le GSBdD de Calvi
Les organismes soutenus par le GSBdD de Calvi sont :
- le 2e régiment étranger de parachutistes - 2REP ;
- l'antenne de l’École des troupes aéroportées ;
- le centre médical des armées - CMA ;
- le délégué militaire départemental de Haute-Corse - DMD 2B ;
- le centre d’information et de recrutement des Forces armées de Bastia - CIRFA 2B ;
- l'échelon social de Calvi ;
- l'antenne du Centre interarmées des réseaux infrastructure et systèmes d'information - CIRISI ;
- l'antenne du 519e régiment de transit maritime à Bastia (dissous début juin 2011) ;
- SGA\service d'infrastructure de la Défense (SID)\ESID de Lyon :
  - l'antenne Calvi de l'unité du soutien infrastructure de la Défense (USID) de Ventiseri-Solenzara,
  - le pôle de maîtrise d'œuvre à Borgo ;
- l'antenne reconversion du bureau d'aide à la reconversion de la Légion étrangère (BARLE) à Calvi ;
- le sémaphore du cap Corse (Ersa) ;
- le sémaphore de Capo Sagro (Brando) ;
- le sémaphore de L'Île-Rousse (Corbara).

## Description
Le groupement de soutien de la Base de Défense de Calvi (GSBdD CVI) est un corps placé sous le commandement d’un officier supérieur (1), prenant rang de chef de corps (CDC), appelé Commandant du Groupement de Soutien (Com. GSBdD). Sa mission consiste à mettre en œuvre la politique de soutien en administration générale et soutiens communs (AGSC) définie par le service du commissariat des armées (SCA depuis le 1er septembre 2014) dans la zone de responsabilité appelée Base de défense. Il est secondé par quatre officiers supérieurs commandant les services. 
Pour le Groupement de Soutien de Calvi, le personnel est issue du 2°régiment étranger de parachutistes après la dissolution des directions (DRH, DAF, DCM) de l'état-major de celui-ci qui ne comprend désormais que le Bureau de la Maintenance et de la logistique (BML) et le Bureau des Opérations et de l'Instruction (BOI). Le personnel sous-officier et militaire du rang du GSBdD constitue le vivier de professionnels, qualifié dans les domaines de l’AGSC, nécessaire à la projection ou aux missions à caractère opérationnel. Ce personnel sert sous le statut titre étranger et les légionnaires conservent leur dimension opérationnelle et chacun doit être titulaire du brevet militaire de parachutisme.  
Le groupement de soutien est composé :
- d’un poste de commandement (PC), permettant au chef de groupement de commander, d’assurer le pilotage des soutiens et d’assurer la préparation opérationnelle du personnel.
- d’un service Achats – Finances (SAF) englobant les bureaux trésorerie, achats et budget, confié à un officier supérieur du service du commissariat des Armées (SCA);
- d’un service Administration du personnel (SAP) englobant les bureaux gestion, chancellerie, solde et formation pour le personnel d’active, de réserve et civil de la défense, confié à un officier supérieur spécialiste des ressources humaines ;
- d’un service des Soutiens Communs (SSC) englobant les bureaux courrier, transport, pétrole / énergie et transit, confié à un officier supérieur des armes.
- d’un service Soutien Vie (SSV) prenant en compte la mission restauration, loisir et hébergement, il est confié à un officier spécialiste du soutien de l’homme.

(1) Le parcours EMS1-DEM limite l’officier détenteur du seul DEM aux fonctions à niveau de responsabilités classé NF5b. À titre exceptionnel, un officier appartenant à cette population peut se voir confier un temps de commandement de niveau 2.

## Stationnement
Le camp Raffalli est un camp militaire de l'armée de terre française. Il est situé sur les communes de Lumio, de Calvi et de Montegrosso en Haute-Corse. Il sert de garnison au 2e régiment étranger de parachutistes (2e REP) et au Groupement de soutien de la base de défense de Calvi.
Il porte le nom du chef d'escadrons Rémy Raffalli, commandant du 2e bataillon étranger de parachutistes (2e BEP) entre 1950 et 1952, mort pour la France en Indochine le 10 septembre 1952.

## Chefs de corps
Le commandement du groupement de soutien de base de défense (GSBdD) de Calvi, à l'aune des autres GSBdD, est donné à un officier supérieur. 
- Du 1er juillet 2011 au 17 juillet 2013 : lieutenant-colonel Jean-Philippe Bourban
- Du 18 juillet 2013 au 8 juillet 2016 : lieutenant-colonel Hubert Favrot
- Depuis le 8 juillet 2016 au 8 juillet 2019 : lieutenant-colonel Lancelot Dampierre
- Depuis le 8 juillet 2019 : lieutenant-colonel Olivier Argenson
- Depuis le 07 juillet 2022 : lieutenant-colonel Aymeric Albrecht

## Insigne
"Écu d'azur aux armes de la Défense nationale d'argent brochées d'un écusson aux armes de la ville de Calvi. Le tout surmonté de l'inscription 'BdD' en minuscules et capitales d'argent posées en orle."
L'insigne est présenté et homologué sous le numéro G.5188.

## Missions
Le périmètre de soutien générique fourni par le GSBdD (soutien AGSC) aux formations et organismes soutenus est pour l’essentiel décrit ci-dessous.
Administration Générale
- Administration des RH et de la solde (personnel militaire et civil)
- Actes techniques de chancellerie
- Comptabilité des matériels communs
- Finances
- Soutien juridique
- Administration des déplacements
- Achats
- Restauration, loisirs, hébergement, hôtellerie
- Suivi des marchés de soutien commun (espaces verts, etc.)
- Suppléance engagement
- Suppléance transport

Soutiens communs
- Soutien de l’homme (HCCA et RHL)
- Transport local
- Correspondant opérationnel local et/ou régional (COL) pour les véhicules de la gamme  commerciale
- Exécution, sous pilotage fonctionnel du SID, d’opérations relevant de la maintenance infrastructure
- Formation non spécifique
- Courrier
- Gestion de l’emploi et de la maintenance des matériels communs
- Distribution des carburants routiers et des combustibles
- Environnement garnison, logement, hébergement, accueil
- Entretien des espaces verts
- Sécurité (habilitations, laissez-passer)
- Filtrage
- Gestion des champs et stands de tir
- Gestion des installations sportives
- Reprographie